# Équipe de Corée du Sud des moins de 17 ans de football
 (novembre 2020).
Si vous disposez d'ouvrages ou d'articles de référence ou si vous connaissez des sites web de qualité traitant du thème abordé ici, merci de compléter l'article en donnant les références utiles à sa vérifiabilité et en les liant à la section « Notes et références ».
Maillots
L'équipe de Corée du Sud des moins de 17 ans est une sélection de joueurs de moins de 17 ans au début des deux années de compétition placée sous la responsabilité de la Fédération de Corée du Sud de football. 
L'équipe a remporté deux fois la Coupe d'Asie des moins de 16 ans et a été 3 fois quart de finaliste de la Coupe du monde des moins de 17 ans.

## Parcours en Coupe d'Asie des nations de football des moins de 17 ans
- 1985 : Non qualifiée
- 1986 :  Vainqueur
- 1988 : 1er tour
- 1990 : 1er tour
- 1992 : Non qualifiée
- 1994 : 1er tour
- 1996 : 1er tour
- 1998 : 4e
- 2000 : Non qualifiée
- 2002 :  Vainqueur
- 2004 : Quarts de finale
- 2006 : Quarts de finale
- 2008 :  Finaliste
- 2010 : Non qualifiée
- 2012 : Quarts de finale
- 2014 :  Finaliste
- 2016 : 1er tour
- 2018 : Demi-finale
- 2023 :  Finaliste

## Parcours en Coupe du monde des moins de 17 ans
- 1985 : Non qualifiée
- 1987 : Quarts de finale
- 1989 : Non qualifiée
- 1991 : Non qualifiée
- 1993 : Non qualifiée
- 1995 : Non qualifiée
- 1997 : Non qualifiée
- 1999 : Non qualifiée
- 2001 : Non qualifiée
- 2003 : 1er tour
- 2005 : Non qualifiée
- 2007 : 1er tour
- 2009 : Quarts de finale
- 2011 : Non qualifiée
- 2013 : Non qualifiée
- 2015 : Huitièmes de finale
- 2017 : Non qualifiée
- 2019 : Quarts de finale
- 2023 : À venir

## Anciens joueurs
- Seo Jung-won
- Baek Seung-min (en)
- Kang Jin-wook
- Ou Kyoung-jun
- Lee Sang-hyup (en)
- Noh Jung-yoon
- Shin Young-rok
- Kim Seung-gyu
- Lee Yong-jae
- Jung In-hwan